# Dendrobieae
Дендробиевые (лат. Dendrobieae) — триба орхидей подсемейства Эпидендровые.
В некоторых литературных источниках не выделяют Dendrobieae в виде отдельной трибы, рассматривая Dendrobiinae как подтрибу Epidendreae или Podochilaeae.

## Распространение и экология
Дендробиевые распространены в континентальной тропической Азии, Индонезии, Австралии.
Эпифиты, реже литофиты и наземные растения.

## Систематика
По системе Роберта Л. Дресслера триба Dendrobieae подразделяется на две подтрибы:
- Dendrobiinae
- Bulbophyllinae

Список родов входящих в трибу Dendrobieae:
- Australorchis
- Bulbophyllum
- Cadetia
- Chaseella
- Cirrhopetalum = Bulbophyllum
- Codonosiphon
- Dactylorhynchus
- Davejonesia
- Dendrobium
- Diplocaulobium
- Dockrillia
- Drymoda
- Ephemerantha = Flickingeria
- Epigenium
- Flickingeria
- Genyorchis
- Hapalochilus
- Jejosephia
- Monomeria
- Monsepalum
- Pedilochilus
- Pseuderia
- Saccoglossum
- Sunipia
- Tapeinoglossum
- Thelychiton
- Trias